# Eucapnopsis brevicauda
Eucapnopsis brevicauda is een steenvlieg uit de familie Capniidae. De wetenschappelijke naam van de soort is voor het eerst geldig gepubliceerd in 1924 door Claassen.